# Oberflächensensibilität

Aufbau der menschlichen Haut mit Beschriftung

Als Oberflächensensibilität bezeichnet man die Erfassung von Reizen über in der Haut liegende Rezeptoren. Diese Rezeptoren werden in Mechano-, Thermo- und Schmerzrezeptoren unterteilt, mit deren Hilfe Druck, Berührung und Vibrationen sowie Temperatur und Schmerz empfunden werden können. Die Oberflächensensibilität ist Teil der Exterozeption. Der mechanische Anteil der Oberflächensensibilität heißt Tastsinn, wobei die passive Wahrnehmung als taktil (von lateinisch tangere ‚berühren‘) und die aktive als haptisch bezeichnet wird.
Unter systematischen Gesichtspunkten besteht die Oberflächensensibilität aus einem protopathischen Anteil (Temperatur und Schmerz – hauptsächlich dem Schutz des Körpers und deshalb „schnell“, aber vor allem im räumlichen Sinne undifferenziert) und einem epikritischen Anteil (Tastschärfe, benötigt etwas mehr Zeit).

## Rezeptoren
Bei Menschen und anderen Säugetieren wird die taktile Wahrnehmung durch Mechanorezeptoren in der Haut ermöglicht. Dazu zählen die sogenannten Merkel-Zellen, Ruffini-, Meissner- und Vater-Pacini-Körperchen, deren Informationen über Nervenfasern der Klasse Aβ in Richtung Zentrales Nervensystem (ZNS) geleitet werden.
Protopathische Empfindungen (Temperatur und Schmerz) gehen von Thermorezeptoren und Schmerzrezeptoren aus. Sie werden durch Afferenzen der Klasse Aδ und vor allem C über freie Nervenendigungen vermittelt.

## Störungen
Die Oberflächensensibilität kann aufgrund von Schäden der Nerven, der Leitungsbahnen im Zentralnervensystem oder mangelnder sensorischer Integration gestört sein. Die Wahrnehmung kann gesteigert (Hyperästhesie) oder vermindert (Hypästhesie) sein, sie kann fehlen (Anästhesie) oder es können Missempfindungen auftreten (Parästhesie).
Bei gesteigerter taktiler Wahrnehmung spricht man auch von taktiler Abwehr. Aus dieser Überempfindlichkeit ergibt sich eine Abwehrhaltung gegenüber den empfangenen Reizen. Diese kann sich gegen Berührung durch Personen richten, aber auch gegen Materialien (Sand, Schlamm, Staub, Kleister, Filz) oder Oberflächen (Metall, Holz).